# Тамр хинди
Тамар хинди (арап. تمر هندي) је пиће које се конзумира у Египту и Леванту, направљено од тамаринда, воде и шећера. Има сладак и киселкаст укус и посебно је популарно током Рамазана, као освежавајуће пиће након поста.

## Припрема
Египатска верзија тамар хиндија се припрема намакањем тамаринда у води док не омекша, што му омогућава да ослободи сок. Омекшали тамаринд се затим процеди, а поступак се може поновити више пута како би се извукло што више укуса. Након процеђивања, додаје се шећер и меша док се не раствори. Пиће се затим хлади и служи са ледом, понекад са мало воде од цветова за арому.
У алтернативној методи, тамаринд се кува у води док не омекша, затим процеди, уз додатну воду и шећер да би се појачао укус. Неке варијације укључују додавање ружине воде за мирисну ноту. За сервирање, концентровани сируп од тамаринда се разблажује хладном водом и додаје му се слаткоћа пре него што се прелије преко леда.

## Популарност
Равнотежа слаткоће и киселости га чини основним пићем у египатским домаћинствима, посебно током топлог времена и празничних прилика попут Рамазана.
Традиционално се служи из украшеног месинганог бокала.